# Ampfrach
Die Ampfrach ist ein Bach von unter 11 km Länge auf der Frankenhöhe im westlichen Landkreis Ansbach in Bayern, der bei Feuchtwangen-Reichenbach von rechts und Nordwesten in die Wörnitz mündet.

## Name
Der Name ist eine Komposition aus Ampfer und der Flussnamensendung -ach.

## Geographie

### Verlauf
Die Ampfrach entspringt auf etwa 477 m ü. NN einer Quelle etwa einen Kilometer westlich des Ortsrandes von Schnelldorf-Grimmschwinden, die nördlich des Simonsbergs am Fuß eines kleinen östlichen Waldvorsprungs liegt. Sie fließt von hier bis zur Mündung sehr beständig in ostsüdöstlicher Richtung.
Nach Passieren von Grimmschwinden an der Südseite des Dorfes nimmt sie vor dem Eintritt in den Ortsbereich von Schnelldorf selbst von rechts einen kurzen Zufluss auf, der zuvor eine Kette von Teichen speist, darunter den Birkweiher. Nach Schnelldorf unterquert der Bach unmittelbar die Bahnstrecke Crailsheim–Nürnberg und läuft dann durchs Naturschutzgebiet Ampfrachsee, in dem er erst den 1,8 km langen Moritzbach von rechts aufnimmt, gleich darauf von links den 2,8 km langen Heckelbach, dessen namenloser und längerer linker Oberlauf am Südfuß des Hornbergs entspringt und vor seinem Zulauf an der Bundesautobahn 6 den Badesee Erlensee speist. Anschließend durchfließt die Ampfrach den Ampfrachsee.
Beim Ausfluss erfährt sie dann bald auf 453 m ü. NN auf einem sehr schlingenreichen Abschnitt Zulauf vom Pfeifenbuck im Norden durch den 3,1 km langen Aubach. Am Ortsrand von Unterampfrach endet dieser Abschnitt vorerst und die Ampfrach zweigt nach rechts in einen Nebengraben Katzenbach ab, in welchen gleich danach der 2,5 km lange Altweiherbach einmündet, der westlich von Ransbach an der Holzecke entsteht. Nach Durchqueren des zum größeren Teil rechts liegenden Dorfs Unterampfrach läuft der nun wieder mäandrierende Bach unter der A 7 hindurch und nimmt dann erst von links und aus dem Norden den Gröhrichtbach (2,3 km), gleich darauf von Westsüdwesten den Rotbach (3,2 km) auf, der am Südrand von Haundorf entsteht. Der Bachlauf ist inzwischen Grenze zwischen der Gemeinde Schnelldorf und dem Gebiet der Stadt Feuchtwangen. Kurz vor dem Zulauf des rechten, 3,0 km langen Holderbachs wenig danach tritt er ganz auf Feuchtwanger Gebiet über.
Weniger als einen halben Kilometer weiter talab mündet die Ampfrach dann nach einem Lauf von 10,6 km an der Nordseite der Staatsstraße 1066 von rechts und Ostnordosten gegenüber von Feuchtwangen-Reichenbach auf etwa 447 m ü. NN in die obere Wörnitz, wenige Meter nördlich der Wörnitzbrücke der Staatsstraße 1066. Sie hat von Quelle zur Mündung ein mittleres Sohlgefälle von etwa 2,9 ‰, auf dem noch 6,7 km Abschnitt vom Zufluss des Heckelbachs bis zu ihrer Mündung ein Sohlgefälle von nur noch etwa 1,6 ‰. Damit zeigt sie den für die donauwärts laufenden Gewässer in der Region typischen flachen Verlauf.

### Einzugsgebiet
Es beträgt 30,5 km², liegt im Naturraum Frankenhöhe und umfasst zum überwiegenden Teil und in seinen flachen und offenen Partien einen Teil von dessen Unterraum Wörnitzbecken sowie um die weite Ampfrach-Talbucht herum meist bewaldete Randberge im Unterraum Crailsheimer Hardt (im weiteren Sinne). An der Nordspitze des Gebietes steht der Hornberg, dessen Gipfel mit 554 m ü. NN der höchste Punkt der gesamten Frankenhöhe ist.
Entlang der Westgrenze des Einzugsgebietes zieht die Europäische Hauptwasserscheide zwischen dem Schwarzmeer-Zufluss Donau diesseits, in welche über die Wörnitz die Ampfrach entwässert, und dem Einzugsgebiet der Jagst jenseits, die über den Neckar und den Rhein in die Nordsee abfließt. Die kürzere Grenze vom Hornberg an in Richtung Südosten scheidet vom Einzugsgebiet des oberen Wörnitz-Zuflusses Waldhausener Mühlbach.
Dem längeren Abschnitt der Großwasserscheide im Südwesten folgt in nirgends großer Entfernung die Landesgrenze von Bayern zu Baden-Württemberg. Der weit überwiegende Teil des Einzugsgebietes gehört zur Gemeinde Schnelldorf, ein kleiner mündungsnaher auch zum ausgedehnten Gebiet der Stadt Feuchtwangen, welche beide im Landkreis Ansbach liegen.
Die Ampfrach hat mit ihren Zuflüssen eine sehr flache Talbucht geschaffen, die, von schmalen Streifen um die Bäche und Gräben mit Grünland abgesehen, überwiegend unterm Pflug steht.
Aus Württemberg im Westen kommend, ziehen die Bundesautobahn 6 und die Bahnstrecke Crailsheim–Nürnberg west-östlich durch den oberen Teil des Tals. Die Bundesautobahn 7 quert es an seinem Übergang zur weiten Talachse der Wörnitz am unteren Lauf. Diesem folgt an der linken Seite in mehr oder weniger Abstand die als Landesstraße gleicher Nummer noch im württembergischen Michelbach an der Lücke beginnende Staatsstraße 2222 ab Schnelldorf bis zur Mündung.

### Zuflüsse und Seen
Hierarchische Liste der Zuflüsse und  Seen von der Quelle zur Mündung. Mit Gewässerlänge, Seefläche, Einzugsgebiet und Höhe. Andere Quellen für die Angaben sind vermerkt. Auswahl.
Ursprung der Ampfrach auf etwa 477 m ü. NHN etwa 900 Meter westlich des Ortsrandes des Schnelldorfer Dorfes Grimmschwinden am Waldsaum der Randberge.
- (Anderer Quellarm), von links und Norden auf etwa 467 m ü. NHN etwa 400 Meter westlich des Ortsrandes von Grimmschwinden, ca. 0,5 km[BA 3] und ca. 0,5 km².[BA 4] Entspringt auf etwa 474 m ü. NHN nordwestlich von Grimmschwinden am Fuß des Ochsenbergs (536 m ü. NHN[BA 5]). Der Namensquellarm ist am Zusammenfluss ebenfalls ca. 0,5 km[BA 3] lang, hat aber ein Einzugsgebiet von schon ca. 0,6 km².[BA 4]
- (Zufluss), von links und Nordosten auf etwa 465 m ü. NHN fast am Ortsrand von Grimmschwinden, ca. 1,0 km[BA 3] und ca. 1,2 km².[BA 4] Entsteht auf etwa 478 m ü. NHN am Gewerbegebiet um die Birkenbergstraße.
  -  Durchfließt vier Teiche am Nordrand von Grimmschwinden von bis zu 0,2 ha.[BA 2] Weiter nördlich gegen den Fuß des Birkenbergs (547 m ü. NHN[BA 1][BA 5]) zu liegen weitere Kleinteiche im Einzugsgebiet.
- Moritzbach, von rechts und Südwesten auf etwa 457 m ü. NHN unterhalb von Schnelldorf im Naturschutzgebiet Ampfrachsee, ca. 1,8 km[BA 3] und ca. 2,3 km².[BA 4] Entsteht auf etwa 473 m ü. NHN südlich des Gewerbegebietes um den Schnelldorfer Kapellweg am Waldrand unterm Kesselberg (ca. 538 m ü. NHN[BA 1]).
- Heckelbach, von links und Nordwesten auf etwa 456 m ü. NHN ebenfalls im Naturschutzgebiet Ampfrachsee, 2,8 km und 5,0 km². Entfließt auf etwa 478 m ü. NHN einem Kleinteich nördlich von Schnelldorf nahe der Auffahrt auf die Bundesautobahn 6.
  - Dorfgraben, von rechts und Westnordwesten auf etwa 459 m ü. NHN vor Buchmühle, ca. 1,0 km[BA 3] und ca. 0,7 km².[BA 4] Entsteht auf etwa 464 m ü. NHN in Schnelldorf an der Schwalbengasse.
- Durchfließt auf etwa 455 m ü. NHN den eponymen Ampfrachsee im Naturschutzgebiet, etwa 3,8 ha.[BA 2]
- Aubach, von links und Nordnordwesten auf 453 m ü. NHN[BA 6] vor Unterampfrach, ca. 3,1 km[BA 3] und ca. 2,9 km².[BA 4] Entsteht auf etwa 503 m ü. NHN rund 1,2 km nordnordwestlich von Oberampfrach im Wald.
- Katzenbach, von rechts und Westnordwesten auf etwa 450 m ü. NHN kurz nach Unterampfrach, 0,4 km und 2,9 km². Geht auf etwa 452 m ü. NHN am oberen Ortsrand von Unterampfrach rechts von der Ampfrach ab.
Am Ortsrand von Unterampfrach nahe der Straße Zur Dorfmühle speist dieser Zweig das Wassergrabengeviert des Burgstalls einer mittelalterlichen Burg.
  - Altweiherbach, von rechts und Südwesten auf etwa 452 m ü. NHN gleich nach dem Abzweig des Katzenbachs, ca. 2,5 km[BA 3] und ca. 2,8 km².[BA 4] Entsteht auf etwa 486 m ü. NHN vor einer Weiherkette am Waldrand westlich des Dorfes Ransbach an der Holzecke von Schnelldorf.
- Gröhrichtbach, von links und Nordwesten auf etwa 448 m ü. NHN unterhalb von Unterampfrach östlich der Bundesautobahn 7, ca. 2,3 km[BA 3] und ca. 2,0 km².[BA 4] Entsteht auf etwa 471 m ü. NHN nördlich von Unterampfrach am Südosthang des Bergmann (530 m ü. NHN[BA 1][BA 5]).
- Rotbach, von rechts und Westsüdwesten auf etwa 449 m ü. NHN kurz nach dem vorigen, 3,2 km und 3,3 km². Entsteht auf etwa 507 m ü. NHN wenig östlich des Weilers Altersberg.
  - Kränzleinsbach, von links und Westen auf etwa 453 m ü. NHN nordöstlich von Haundorf, ca. 2,5 km[BA 3] und ca. 1,2 km².[BA 4] Entsteht auf etwa 506 m ü. NHN wenig nördlich von Altersberg.
- Holderbach, von rechts und Südwesten auf etwa 447 m ü. NHN südlich des Feuchtwangener Dorfs Bergnerzell, 3,0 km und 2,6 km². Entsteht auf etwa 506 m ü. NHN südlich von Haundorf im Haundorfer Holz.
  -  Durchfließt auf etwa 463 und 461 m ü. NHN unmittelbar nacheinander zwei Teiche bei der Holdermühle, ca. 2,2 ha und ca. 1,4 ha.[BA 2]
  -  Durchfließt auf etwa 461 m ü. NHN einen Teich kurz vor der Mündung nun schon auf dem Gebiet der Stadt Feuchtwangen, ca. 0,6 ha.[BA 2]

Mündung der Ampfrach von rechts und Westnordwesten auf ca. 447 m ü. NHN in die obere Wörnitz südlich von Bergnerzell und gegenüber von Reichenbach. Der Bach ist 10,5 km lang und hat ein Einzugsgebiet von 30,6 km².

## Ortschaften
Die folgenden Ortschaften und Siedlungsplätze tiefster Schachtelungsstufe liegen am Lauf:
- Landkreis Ansbach
  - Gemeinde Schnelldorf
    - Grimmschwinden (Dorf, links)
    - Schnelldorf (Dorf und Gemeindesitz, mit Schwerpunkt links)
    - Buchmühle (Siedlungsplatz, links in der Aue am Heckelbach)
    - Fuchsenhof (Siedlungsplatz, links in etwas Abstand am Hang)
    - Auhof (Siedlungsplatz, links in etwas Abstand am Hang)
    - Stollenhof (Siedlungsplatz, rechts)
    - Unterampfrach (Pfarrdorf, mit Schwerpunkt rechts)
    - Belznershof (Siedlungsplatz, links in wenig Abstand am Hang)
    - Hilpertsweiler (Weiler, zum Teil rechts in etwas Abstand am Hang)

  - Stadt Feuchtwangen
    - (ohne Besiedlung am Lauf)

## Geologie
Das Einzugsgebiet der Ampfrach liegt zur Gänze im Mittelkeuper der Frankenhöhe. In der weiten Talebene steht hierbei Gipskeuper (Grabfeld-Formation) an, während die Randhöhen darum herum sich im Sandsteinkeuper darüber erheben. Schon unterhalb von Schnelldorf läuft die Ampfrach in einem breiten Auensedimentband.

### BayernAtlas („BA“)
Amtliche Online-Gewässerkarte mit passendem Ausschnitt und den hier benutzten Layern: Lauf und Einzugsgebiet der Ampfrach

Allgemeiner Einstieg ohne Voreinstellungen und Layer: BayernAtlas der Bayerischen Staatsregierung (Hinweise)
1. 1 2 3 4 5 6  Höhe abgefragt auf dem BayernAtlas (Rechtsklick).
2. 1 2 3 4 5  Seefläche abgemessen auf dem BayernAtlas.
3. 1 2 3 4 5 6 7 8 9  Länge abgemessen auf dem BayernAtlas.
4. 1 2 3 4 5 6 7 8 9  Einzugsgebiet abgemessen auf dem BayernAtlas.
5. 1 2 3  Höhe nach schwarzer Beschriftung auf dem BayernAtlas.
6. ↑  Höhe nach blauer Beschriftung auf dem BayernAtlas.
7. ↑  Geologie nach der Geologischen Karte 1:500.000 auf dem BayernAtlas.

### Gewässerverzeichnis Bayern („GV“)
1. 1 2 3  Länge nach: Verzeichnis der Bach- und Flussgebiete in Bayern – Flussgebiet Donau von Quelle bis Lech, Seite 66 des Bayerischen Landesamtes für Umwelt, Stand 2016 (PDF; 2,3 MB)
2. 1 2 3  Einzugsgebiet nach: Verzeichnis der Bach- und Flussgebiete in Bayern – Flussgebiet Donau von Quelle bis Lech, Seite 66 des Bayerischen Landesamtes für Umwelt, Stand 2016 (PDF; 2,3 MB)